# Oblicuidad (probabilidad)
En probabilidad, la oblicuidad es una medida de cuán asimétrica es una distribución alrededor de su media. Debido a la tercera potencia involucrada en su cálculo, también se le llama tercer momento de la distribución y se calcula de la siguiente forma:
{\displaystyle Oblicuidad={\frac {1}{N}}\sum _{i=1}^{N}\left({\frac {x_{i}-{\overline {x}}}{\sigma }}\right)^{3},\!}
Donde {\displaystyle N}: es el número total de elementos en la distribución, {\displaystyle x_{i}}: es el elemento {\displaystyle i}:,{\displaystyle {\overline {x}}}:  es la media y {\displaystyle \sigma }: es la desviación estándar.